# 오르후스
오르후스(덴마크어: Århus/Aarhus[ˈɒːhus, ˈɒːhuːˀs]듣기 (도움말·정보))는 덴마크의 윌란반도(유틀란트반도) 미튈란 지방에 위치한 덴마크 제2의 도시이자 주요 항구 도시이다. 오르후스는 오르후스 자치체의 행정 중심지로 "윌란반도의 수도"라고 비공식적으로 언급된다. 오르후스라는 이름은 하구라는 뜻의 옛 덴마크어 aros에서 유래했다.

## 교육

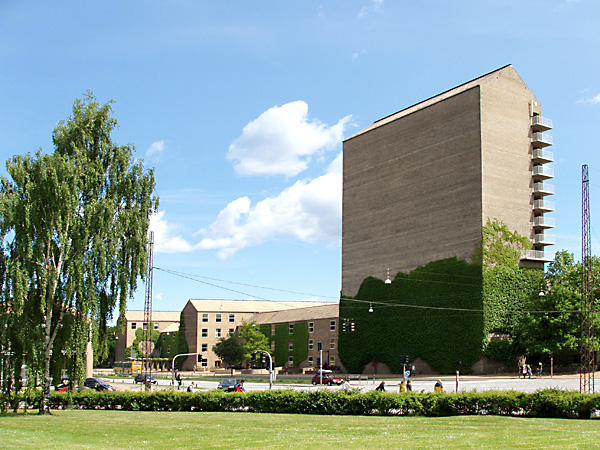
오르후스 대학교

오르후스에는 오르후스 대학교, 오르후스 경제대학교, 오르후스 기술대학, 덴마크 언론학교, 왕립음악원, YIA 대학교, 오르후스 건축대학교, 오르후스 기술대학 등 유수의 고등교육기관이 밀집해 있다. 때문에 교육 기회가 매우 많으며 기술공학과 치의학에서부터 언어학과 신학에 이르기까지 접근성도 매우 넓다.
2012년 1월 1일 기준 학생 등록 수 기준으로 보자면 오르후스 대학교는 덴마크에서 코펜하겐 대학교를 재치고 가장 큰 대학에 해당한다. 학위 및 석사 과정이 41,000명, 박사 과정에 1,500명의 학생이 등록되어 있는 것으로 나타나고 있다.
유수의 대학 평가기관 순위 자료에 따르면 오르후스 대학교는 세계 100대 대학교에 포함된다.

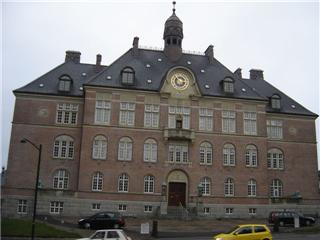
오르후스 시 법원

## 정치
시 위원회는 31명 기준 4년 임기이다. 오르후스에 거주하는 누구나 투표권이 있으며 선거에 나설 수 있다. 선거 이후 위원회가 꾸려지며 이곳에서 시장과 2명의 부시장, 5명의 위원장을 선출한다.
오르후스 시는 6개의 행정 구역으로 나뉘어 있으며 6구역 모두가 모여 치안법정을 꾸린다. 법정은 시장과 5명의 위원장이 함께 꾸려 나가는데 6개의 치안판사 구역은 각기 시장, 사회 및 구직/기술 및 환경/보건 및 사회/문화 및 공공 서비스/아동 및 청년 부분으로 나뉘어 매일 운영된다.
오르후스는 2007년 행정구역 개혁에 따라 5개의 지역을 합친 오르후스 현의 대표격이 됐다.

## 문화

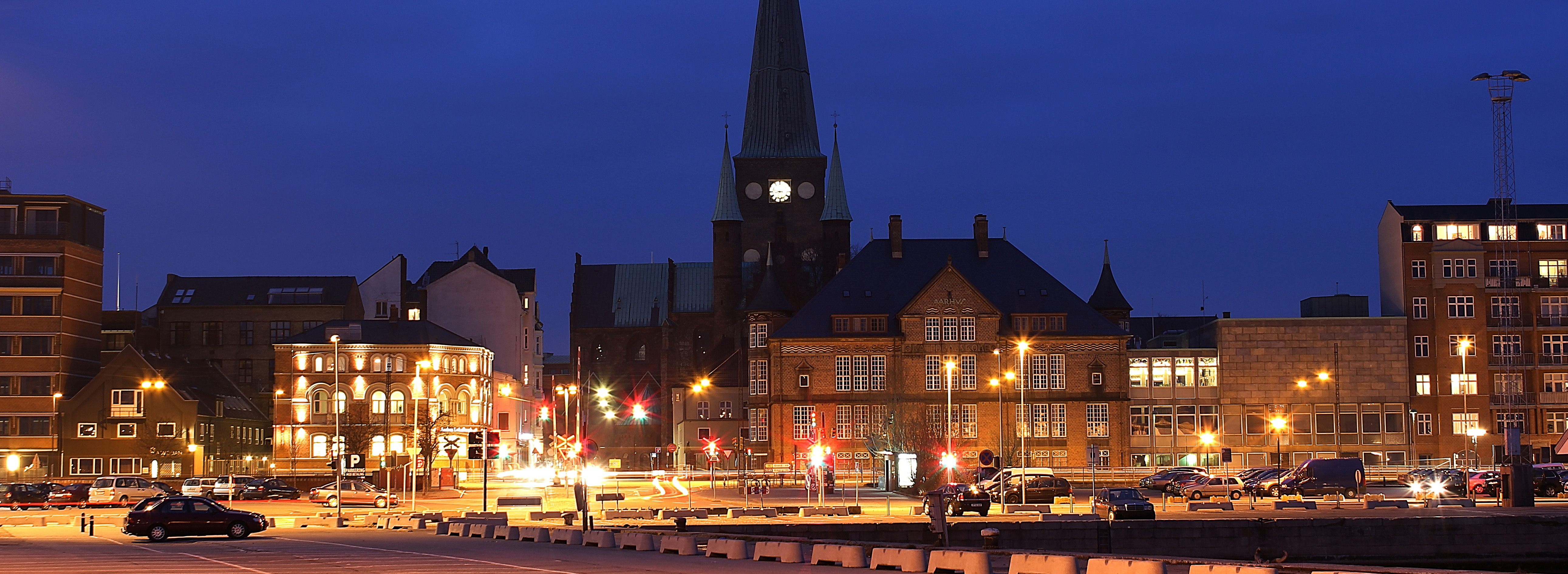
오르후스 대성당

- 오르후스 대성당 - 덴마크에서 가장 높다.[8]
- 구도시 (Det gamle by) - 200-400년 전 건물들이 보존되어 있다.[9]
- 오르후스대학 - 덴마크에 있는 3개의 종합대학 중 한 곳.[10]
- 오르후스 항구
- 모에스고르 박물관

## 기후
| East Jutland (1961–1990)의 기후        | East Jutland (1961–1990)의 기후 | East Jutland (1961–1990)의 기후 | East Jutland (1961–1990)의 기후 | East Jutland (1961–1990)의 기후 | East Jutland (1961–1990)의 기후 | East Jutland (1961–1990)의 기후 | East Jutland (1961–1990)의 기후 | East Jutland (1961–1990)의 기후 | East Jutland (1961–1990)의 기후 | East Jutland (1961–1990)의 기후 | East Jutland (1961–1990)의 기후 | East Jutland (1961–1990)의 기후 | East Jutland (1961–1990)의 기후 |
| 월                                     | 1월                             | 2월                             | 3월                             | 4월                             | 5월                             | 6월                             | 7월                             | 8월                             | 9월                             | 10월                            | 11월                            | 12월                            | 연간                            |
| -------------------------------------- | ------------------------------- | ------------------------------- | ------------------------------- | ------------------------------- | ------------------------------- | ------------------------------- | ------------------------------- | ------------------------------- | ------------------------------- | ------------------------------- | ------------------------------- | ------------------------------- | ------------------------------- |
| 일평균 최고 기온 °C (°F)               | 2.4 (36.3)                      | 2.5 (36.5)                      | 5.4 (41.7)                      | 10.5 (50.9)                     | 15.8 (60.4)                     | 18.9 (66.0)                     | 21.2 (70.2)                     | 20.8 (69.4)                     | 16.3 (61.3)                     | 11.8 (53.2)                     | 6.9 (44.4)                      | 4.1 (39.4)                      | 11.4 (52.5)                     |
| 일일 평균 기온 °C (°F)                 | 0.2 (32.4)                      | 0.1 (32.2)                      | 2.3 (36.1)                      | 5.8 (42.4)                      | 10.8 (51.4)                     | 14.1 (57.4)                     | 16.2 (61.2)                     | 15.9 (60.6)                     | 12.1 (53.8)                     | 8.7 (47.7)                      | 4.4 (39.9)                      | 1.8 (35.2)                      | 7.7 (45.9)                      |
| 일평균 최저 기온 °C (°F)               | −2.7 (27.1)                     | −2.8 (27.0)                     | −0.9 (30.4)                     | 1.2 (34.2)                      | 5.5 (41.9)                      | 9.2 (48.6)                      | 11.3 (52.3)                     | 11.1 (52.0)                     | 7.8 (46.0)                      | 5.0 (41.0)                      | 1.5 (34.7)                      | −0.9 (30.4)                     | 3.8 (38.8)                      |
| 평균 강수량 mm (인치)                  | 60 (2.4)                        | 41 (1.6)                        | 48 (1.9)                        | 42 (1.7)                        | 50 (2.0)                        | 55 (2.2)                        | 67 (2.6)                        | 65 (2.6)                        | 72 (2.8)                        | 77 (3.0)                        | 80 (3.1)                        | 68 (2.7)                        | 722 (28.4)                      |
| 평균 강우일수 (≥ 1mm)                  | 11                              | 8                               | 10                              | 9                               | 9                               | 9                               | 10                              | 10                              | 11                              | 11                              | 13                              | 12                              | 123                             |
| 평균 월간 일조시간                     | 41                              | 68                              | 112                             | 164                             | 208                             | 212                             | 194                             | 190                             | 130                             | 86                              | 59                              | 43                              | 1,506                           |
| 출처: Danmarks Meteorologiske Institut |                                 |                                 |                                 |                                 |                                 |                                 |                                 |                                 |                                 |                                 |                                 |                                 |                                 |

## 인구통계
약 30만 명의 시민이 오르후스에 살고 있다. 그러나 자동차로 30분 거리 내에 약 70만 명의 주민이 몰려 살고 있다. 덴마크에서 코펜하겐 다음으로 인구가 밀집된 지역이다. 오르후스 주변 지역은 대략 남쪽으로는 스카네르보르에서 북쪽으로는 스투드스트루프까지 확대된다. 북쪽에서 남쪽까지 대략 40 km 거리이다.
오르후스는 1950년 대 - 17만 7천명이 살던 - 이래로 연간 1%씩 조금씩 인구가 증가하고 있다. 그런데 오르후스 대학교가 향후 6년 이내 2만 여 명의 학생들을 더 받을 예정이므로, 이주해오는 학생들을 위해, 시 지역에 더 많은 주택이 필요할 것으로 보인다. 이미 시의회는 2030년 이전까지 10만 여 명의 시민을 수용할 수 있는 교외 지역을 개발할 계획을 갖고 있다. 오르후스에는 교육 시설이 많아, 인구 통계 상 국가 평균보다는 연령이 낮고, 학력은 높다.
인구의 12%는 이민자이다. 이것은 덴마크 평균보다는 높지만, 다른 유럽의 도시들과 비교했을 때는 낮은 편이다. 2005년 기준으로 레바논인(4368명), 튀르키예인(3936명), 소말리아인(3113명), 이라크인(2728명), 이란인(2188명) 등이 많이 거주한다. 이들은 오르후스의 서측 지역에 주로 산다.

## 자매 도시
- 노르웨이 베르겐
- 스웨덴 예테보리
- 핀란드 투르쿠
- 그린란드 카코르토크
- 중국 하얼빈시
- 러시아 상트페테르부르크